# Moulay Yaâcoub
Moulay Yaâcoub (en arabe : مولاي يعقوب) est une ville située dans les collines au nord ouest de Fès, dans la région de Fès-Meknès au Maroc, connue pour son eau thermale préhistorique  exploitée par la commune de Moulay Yaâcoub

## Histoire
Moulay Yaâcoub est un village berbère, ces thermes sont intimement liés au saint qui à donné le nom au village, Moulay Yaâcoub. Certains habitants auraient attribués la construction de ces bains au calife almohade Yaqub al-Mansur.

### Sources
1. 1 2  Moulay Yacoub légende, tradition, médicalisation * par Claude BOUSSAGO L **
2. ↑  Le Maroc. Publié sous la direction de Marcel Monmarché. Avec un autographe du général Lyautey

- (en) Moulay Yacoub sur le site de Falling Rain Genomics, Inc.